# Luna (album Tomasza Budzyńskiego)
Luna – drugi album solowy Tomasza Budzyńskiego, członka grup Armia, Budzy i Trupia Czaszka, 2Tm2,3. Za produkcję krążka odpowiadał Robert 'Litza' Friedrich, który także brał udział w nagraniach (gitara, wokal). Teksty na płycie dotykają zagadnięć takich jak: nadzieja, śmierć, miłość.
Wydanie pierwsze ukazało się nakładem Innova Concerts w 2008 roku w nakładzie 2.000 egz, wznowienie-reedycja nastąpiła w 2013 nakładem Metal Mind Productions.

## Lista utworów
1. „Halo, halo” – 5:08
2. „Echo” – 5:17
3. „Luna” – 4:53
4. „Dzień bez duchów” – 4:53
5. „UFO” – 2:27
6. „Na niebie ciągły ruch” – 6:33
7. „Serce” – 4:12
8. „Tren” – 7:07
9. „Umieraj” – 2:35
10. „Wiosna na wygnaniu” – 7:15
11. „Poza tym światem” – 3:40
12. „Dom” – 5:28

## Twórcy
- Tomasz Budzyński – głos, gitary, klawisze
- Robert 'Litza' Friedrich – gitary, głos
- Piotr (Stopa) Żyżelewicz – perkusja
- Marcin Pospieszalski – kontrabas, gitara basowa
- Karol Nowacki – instrumenty klawiszowe
- Beata Polak – instrumenty perkusyjne
- Daniel Pomorski – trąbka
- Gerard Nowak – głos
- Mateusz Smółka – wiolonczela
- Daniel Kaczmarczyk – wazon

### Personel
- Realizacja i mix – Robert Friedrich
- Asystent realizatora – Jakub Biegaj
- Produkcja – Robert Friedrich i Tomasz Budzyński
- Muzyka i słowa – Tomasz Budzyński (z wyjątkiem „Poza tym światem” – słowa: Arthur Rimbaud oraz „Tren” – słowa: Jr 20, 7-18)
- Projekt graficzny – Tomasz Budzyński

## Pozycje na listach
| Lista | Kraj   | Pozycja |
| ----- | ------ | ------- |
| OLiS  | Polska | 37      |